# Comuna Blîstova, Mena
Blîstova (în ucraineană Блистова) este o comună în raionul Mena, regiunea Cernihiv, Ucraina, formată din satele Blîstova (reședința) și Derepivka.

## Demografie
Componența lingvistică a comunei Blîstova
     Ucraineană (98,53%)
     Rusă (1,04%)
Conform recensământului din 2001, majoritatea populației comunei Blîstova era vorbitoare de ucraineană (98,53%), existând în minoritate și vorbitori de rusă (1,04%).